# Stanisław Mateusz Stadnicki
Stanisław Mateusz Stadnicki herbu Szreniawa bez Krzyża (ur. w Nowym Żmigrodzie?, zm. 1563) – działacz reformacyjny, poseł na sejmy, właściciel zamku w Niedźwiedziu, zagorzały zwolennik reformacji – najpierw luteranizmu, potem kalwinizmu.

## Życiorys
Był synem Stanisława Stadnickiego kasztelana sanockiego. W 1548 występował jako zdecydowany przeciwnik małżeństwa Zygmunta Augusta z Barbarą Radziwiłłówną, był też zwolennikiem włączenia Prus i Litwy do Korony. W 1550 został po raz pierwszy obrany na sejmiku proszowickim posłem na sejm piotrkowski, na którym nie zaznaczył jednak swojej obecności.
W tym czasie jego działalność publiczna podporządkowana była propagowaniu protestantyzmu; odrzucał posty, występował przeciw klerowi i roztaczał opiekę nad duchownymi porzucającymi Kościół katolicki. W październiku 1550 uczestniczył w synodzie protestanckim w Pińczowie. Stadnickiemu zarzucono propagowanie herezji, zmuszanie rodziny, służby i poddanych do przyjmowania komunii pod dwiema postaciami, wprowadzenie do Dubiecka heretyckiej liturgii i zwyczajów oraz roztaczanie opieki nad ekskomunikowanym Wojciechem z Iłży. Biskup Jan Dziaduski obłożył go ekskomuniką, skazał go na utratę czci i dóbr, zaś wykonanie wyroku powierzył władzy świeckiej. Wyrok sądu ogłoszono 19 grudnia 1551.
Stadnicki został obrany marszałkiem sejmiku proszowickiego, na którym zdecydowanie wystąpił przeciwko jurysdykcji biskupiej i powołał się na szlacheckie przywileje, zgodnie z którymi nikt ze stanu rycerskiego nie może być skazany na utratę czci i dóbr bez wyroku sądu sejmowego. Ostatecznie na sejmie piotrkowskim 1552 biskupi zgodzili się na roczne zawieszenie swojej jurysdykcji. Po dwóch procesach wytoczonych mu przez biskupa przemyskiego  prowadził ostrożne postępowanie antykościelne. Założył szkołę dla młodzieży szlacheckiej w Dubiecku. W 1558 porzucił luteranizm na rzecz kalwinizmu i w tym wyznaniu ochrzcił (po raz drugi) swych synów. Jako poseł województwa krakowskiego wziął udział w sejmie piotrkowskim 1558–1559  i 20 grudnia 1558 wystąpił w imieniu izby poselskiej z prośbą, by król wydał dekrety odbierające nieprawnie trzymane królewszczyzny. Stadnicki nie piastował żadnych urzędów. Często występował przed aktami ziemskimi zarówno we własnych sprawach, jak i w roli plenipotenta. Stadnicki zmarł najprawdopodobniej między 25 stycznia 1563, kiedy to występował przed aktami grodzkimi krakowskimi jako plenipotent Zofii Firlejowej z Bonarów, a 14 marca 1563.
Dwukrotnie żonaty z Katarzyna z Pileckich oraz w 1546 z Barbarą ze Zborowskich.. Ojciec Stanisława „Diabła”, Marcina kasztelana sanockiego, Jana, Samuela, Andrzeja, Piotra, Mikołaja zabitego w Rzymie w 1580.